# Tainia papuana
Tainia papuana är en orkidéart som beskrevs av Johannes Jacobus Smith. Tainia papuana ingår i släktet Tainia och familjen orkidéer. Inga underarter finns listade i Catalogue of Life.